# Landet för länge sedan IV: Färden till Dimmornas Land
Landet för länge sedan IV: Färden till Dimmornas Land (engelska: The Land Before Time IV: Journey Through the Mists) är den tredje uppföljaren till Landet för längesedan och är den fjärde filmen i serien. Den släpptes direkt till video i USA den 10 december 1996.

## Handling
Lillefots morfar blir allvarligt sjuk och hans sjukdom kan endast botas av en särskild växt som bara växer i det förskräckliga Dimmornas Land, som en gång varit ett paradis men nu - ett farligt och riskfyllt ställe. Lillefot och hans vänner ger sig ändå av för att finna växten och får också sällskap av en annan långhals Ali. Men många faror lurar och en oförskämd fågel och en ohygglig krokodil är efter dem.

### Fotnoter
1. ↑  ”Landet för länge sedan IV: Färden till Dimmornas Land” (på engelska). Internet Movie Database. 6 augusti 1996. http://www.imdb.com/title/tt0116817/releaseinfo?ref_=tt_ov_inf. Läst 27 augusti 2016.